# Айдуан-Чабья
Айдуан-Чабья (удм. Айдуан-Чабья) — деревня в Кизнерском районе Удмуртии, входит в Верхнебемыжское сельское поселение. В деревне три улицы: Широкая, Молодёжная и Садовая. В непосредственной близости протекает речка Айдуганка. Ближайший лес, Корворттон. Находится в 13 км к юго-востоку от Кизнера, в 43 км к юго-западу от Можги, в 118 км к юго-западу от Ижевска и в 1060 км к востоку от Москвы.